# Colline du Gurten
Pour les articles homonymes, voir Gurten.
La colline du Gurten est une colline située au sud de la ville de Berne, en Suisse. Elle est située sur la commune de Köniz.
Le sommet est accessible depuis la ville par le funiculaire du Gurten, mis en service le 12 septembre 1899. Le site accueille chaque année depuis 1977 le festival du Gurten.

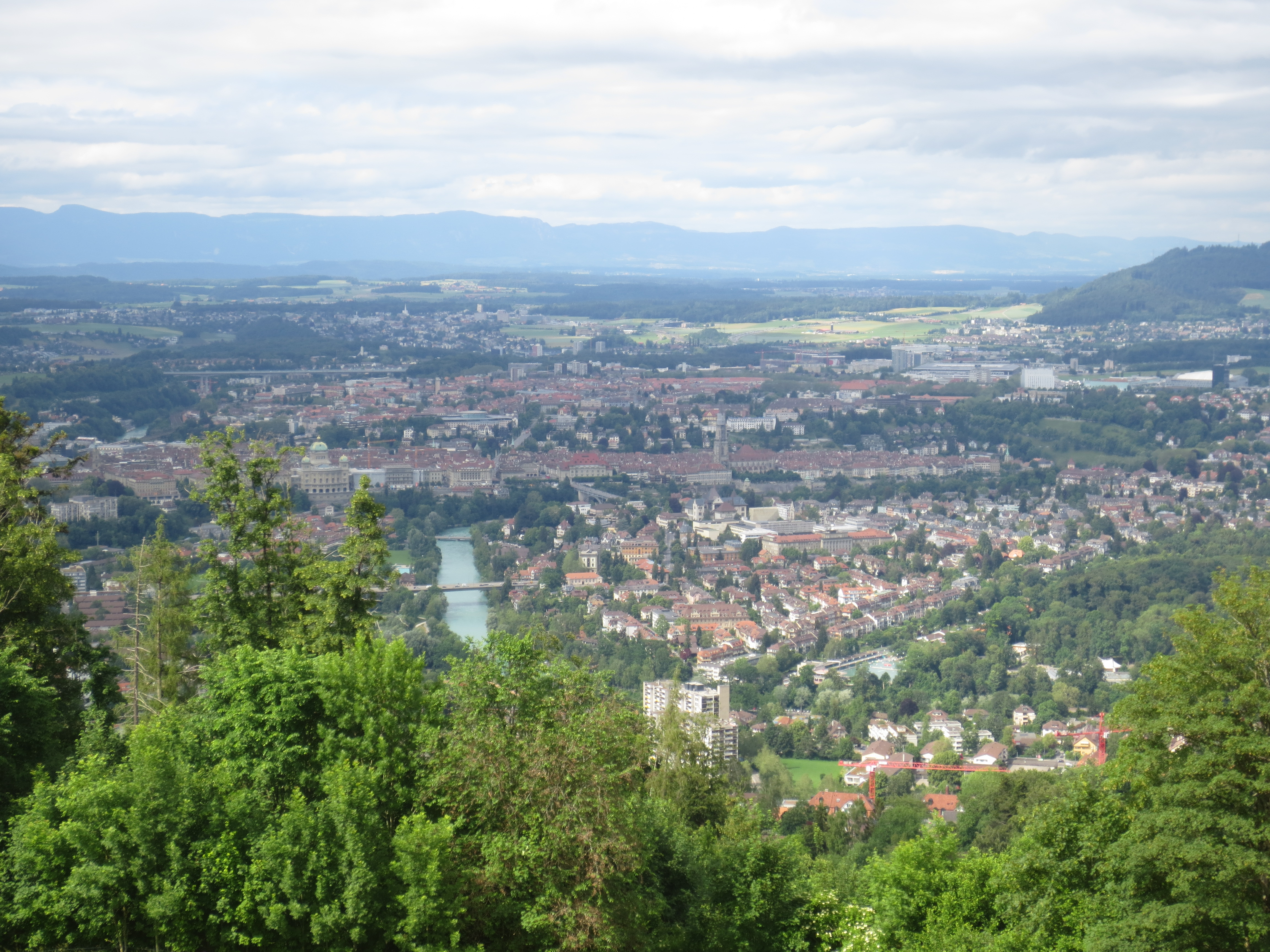
Vue panoramique de Berne depuis le Gurten.